# Lindsay Cross
Lindsay Cross é uma política norte-americana e cientista ambiental que serve como membro da Câmara dos Representantes da Flórida para o 60.º distrito. Ela assumiu o cargo a 8 de novembro de 2022.

## Educação
Cross é bacharel em saúde ambiental pela Universidade Estadual do Colorado em 2000 e mestre em ciência e política ambiental pela Universidade do Sul da Flórida em 2005.

## Carreira
De 2002 a 2016, Cross trabalhou para o Tampa Bay Estuary Program como assistente técnica, cientista ambiental e gerente de políticas e ciências ambientais. De 2016 a 2018, foi diretora-executiva do Florida Wildlife Corridor. Em 2019, ingressou na Florida Conservation Voters, trabalhando como defensora de terras públicas e diretora de relações governamentais. Cross foi eleita para a Câmara dos Representantes da Flórida em novembro de 2022.